# Portorosa
Portorosa è un complesso turistico caratterizzato da ville, immerse nel verde, che si affacciano su canali navigabili, lungo i quali, sono dislocati gli ormeggi che costituiscono un prestigioso porto turistico.
È collocato nel punto più rientrante della baia tra il suggestivo golfo di Milazzo e di Tindari.
È stato il primo ed è il più grande porto turistico siciliano e tra i più esclusivi del mar Mediterraneo.
Le unità abitative sono suddivise in lotti, accessibili anteriormente da strade interne al complesso, e posteriormente da vicoli pedonali oppure direttamente dai suggestivi canali navigabili.
Attualmente l’hotel non è più in funzione.

## Caratteristiche
Il porto artificiale, sorge in Contrada Bazia, tra la Contrada Torre Forte e la Contrada Saiatine, del territorio comunale di Furnari.
È formato da un avamporto, difeso da un molo di sopraflutto e da uno di sottoflutto, e da alcune darsene interne banchinate ricavate per escavazione.
I fondali sono sabbiosi e poco coerenti; all'imboccatura del porto variano tra 4 e 5 metri, mentre all'interno scendono fino a 2,5 metri.
L'autorità marittima competente è la Capitaneria di porto di Milazzo.
Vi possono essere delle difficoltà d'ingresso in porto con vento e mare formato da nord-ovest.
A chi provenga da ovest (Capo Tindari) procedendo molto sotto costa, i fanali di entrata in porto, possono apparire come invertiti: occorre portarsi più al largo per avvistarli nella posizione corretta ed entrare quindi in porto in sicurezza.
L'ingresso da terra invece è presidiato da una portineria con sbarre automatiche attive 24 ore su 24 tutti i giorni per garantire la sicurezza all'interno del complesso e monitorarne gli ingressi.

## Etimologia
Il nome dell'approdo turistico deriva dal nome della moglie (Rosa) dell'imprenditore che l'ha realizzato e dal tipico colore dato alle abitazioni e ai vari edifici del porto, per l'appunto di colore rosa.

## Storia
L'insediamento turistico-alberghiero e il porto a esso annesso sono il frutto di un'iniziativa imprenditoriale privata,  intrapresa alla fine degli anni settanta con il consenso dell'amministrazione comunale. La costruzione effettiva risale al 1985.
La realizzazione della struttura, progettata dall'architetto milanese Giulio Minoletti, ispirata in parte al francese Port Grimaud e ricavata quasi completamente su un terreno un tempo coltivato ad agrumi e viti, si deve alla società privata "Bazia Gardens S.p.A.", dal nome dell'omonima contrada di Furnari in cui sorge la struttura, fondata dall'impresa di costruzione, tra le più grandi della Sicilia dell'epoca, e dal magistrato in pensione Antonino Porcino.
La struttura venne dotata di un piccolo centro commerciale, una stazione di servizio, ristoranti, piscina a pagamento, della discoteca "Genesi" e di shopping vari e specifici per l'ambito nautico, di villette e di residence.

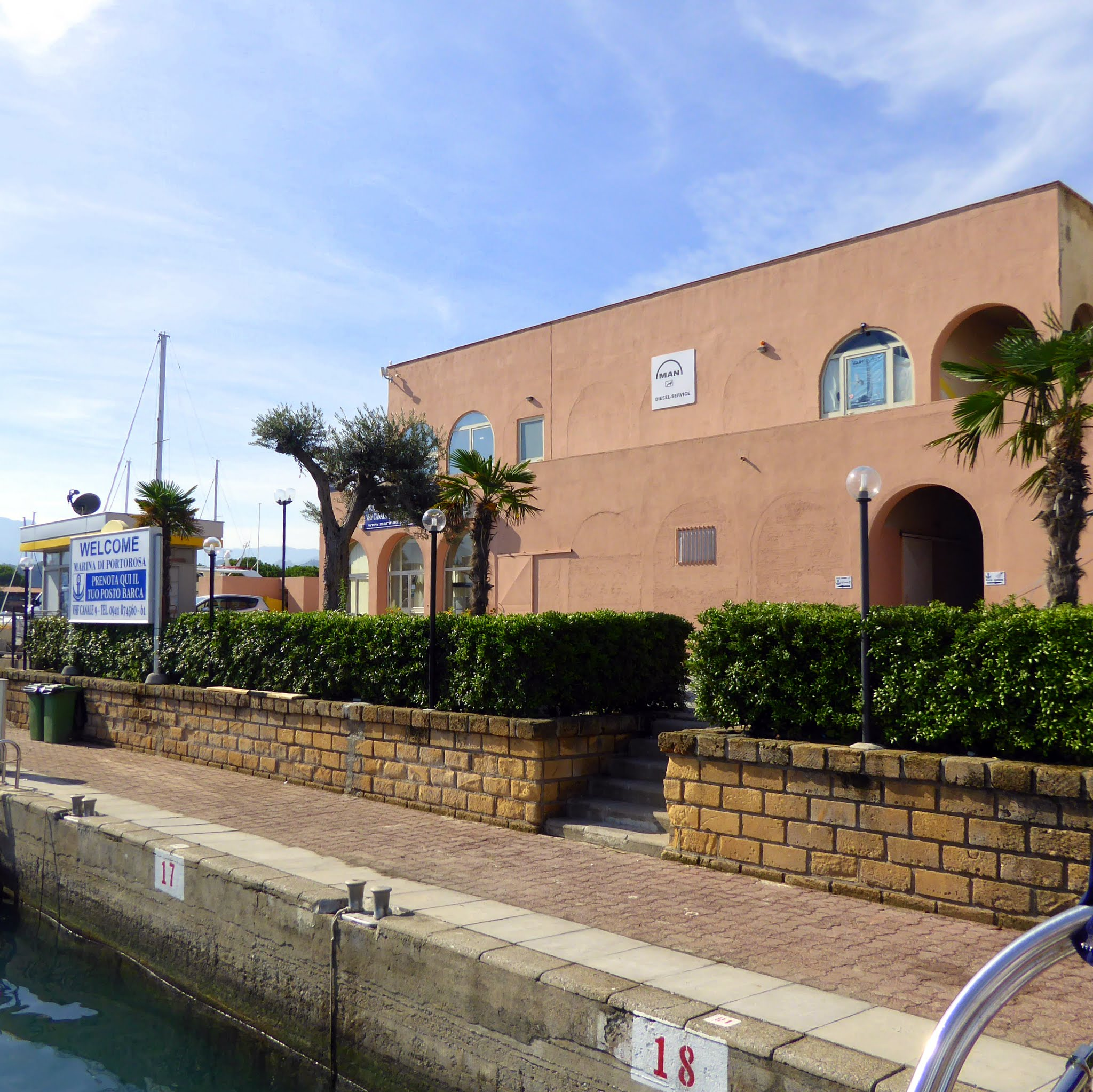
Uno scorcio di Portorosa

Tra la fine del 2002 e gli inizi del 2003, all'interno dell'elegante porto turistico, iniziò la costruzione di un imponente hotel, "Hotel Hilton Portorosa Resort", prima gestito dalla catena alberghiera anglosassone Hilton, dal 2010 da "Blue Hotel Portorosa", poi passato in gestione alla catena alberghiera italiana "Blu Hotel" e in seguito alla catena "Valtur".
A seguito della sentenza del CGA Sicilia del maggio 2009 che ha, in via incidentale, sancito la proprietà privata di una parte del porto che va dal proseguimento ideale della via Camparia verso sud mentre la parte di avamporto, banchina grandi imbarcazioni e zona rifornimento sono rimaste demaniali in concessione alla Marina di Portorosa srl, il giudice delegato al fallimento della società proprietaria ha affidato la provvisoria gestione dei servizi della sola porzione privata alla Portorosa Marina Yachting soc cons arl a partire dal 27 ottobre 2010.
Il 4 agosto 2012 ha riaperto, dopo dodici anni di inattività, la discoteca "Genesi", aperta nel 1988, tra i locali più importanti e innovativi del Sud Italia.
È stata "Bandiera blu" a partire dal 1993 fino al 2010.
Secondo intercettazioni ambientali e la testimonianza del pentito mafioso Santo Gullo (condannato per tentata estorsione ai danni dell'amministratore del cantiere navale), Portorosa è stato uno dei tanti luoghi che ha "ospitato" la latitanza di Bernardo Provenzano e dei boss palermitani Alessandro e Salvatore Lo Piccolo.
Nell'ambito della stessa inchiesta venne condannato in primo grado anche Domenico Tramontana, per aver imposto il pizzo a gran parte degli esercizi commerciali e turistici di Portorosa (ove gestiva alcuni bar e ristoranti), otto mesi prima di essere ucciso il 4 giugno 2001.

## Trasporti

### Strade e autostrade
Portorosa non ha uno sbocco diretto direttamente tramite autostrada, ma può essere raggiunta dal vicino casello autostradale di Falcone sull'autostrada A20, distante circa 3 km.
- Casello autostradale  Messina-Palermo  Falcone

Nel 1997, l'Amministrazione Comunale di Furnari, avanzò il progetto della realizzazione dello svincolo autostradale "Furnari-Portorosa", di tipo monodirezionale, direzione di marcia Messina-Palermo, utilizzando l'esistente area di sosta "Bazia".
La Commissione VIA del Ministero dell'Ambiente, con parere n. 577 del 19/11/2010, ritenne di non dare corso all'istruttoria dell'attuale progetto in quanto quello dello svincolo monodirezionale si presentò superato e fu quindi richiesto un nuovo progetto per uno svincolo bidirezionale.
Allo stato attuale, lo svincolo predetto è stato inserito tra le opere da realizzare a cura del Consorzio per le Autostradale Siciliane.

### Ferrovia
- Stazione di Novara-Montalbano-Furnari

Portorosa è raggiungibile tramite il piccolo scalo ferroviario di "Novara-Montalbano-Furnari" (sito a Vigliatore), distante circa 1,5 km (tempo di percorrenza, circa 4 minuti).

### Autolinee
Da Portorosa l'AST effettua collegamenti extra-urbani, solo nei giorni feriali con Furnari, Tonnarella, Falcone, Terme Vigliatore, Patti, Barcellona Pozzo di Gotto, Milazzo e Messina.

### Aereo
Gli aeroporti più vicini risultano essere l'aeroporto di Catania-Fontanarossa, distante 163 km circa, e quello di Reggio Calabria, distante 90 km circa.
Inoltre, esistono alcuni servizi taxi e transfer dallo scalo di Catania a Portorosa.

### Aliscafi e traghetti
Da Portorosa vengono effettuati alcuni collegamenti diretti con le isole Eolie. Tra i porti più vicini vi sono Milazzo, con collegamenti per Napoli e le Eolie, cui dista circa 20 km, e Messina (con collegamenti nazionali ed internazionali), cui dista circa 50 km.